# Banca di Capo Verde
La banca di Capo Verde è la banca centrale dello stato africano del Capo Verde.
Le monete e le banconote ufficiali che stampano e coniano è l'escudo capoverdiano.